# Francisco Tadeo Calomarde

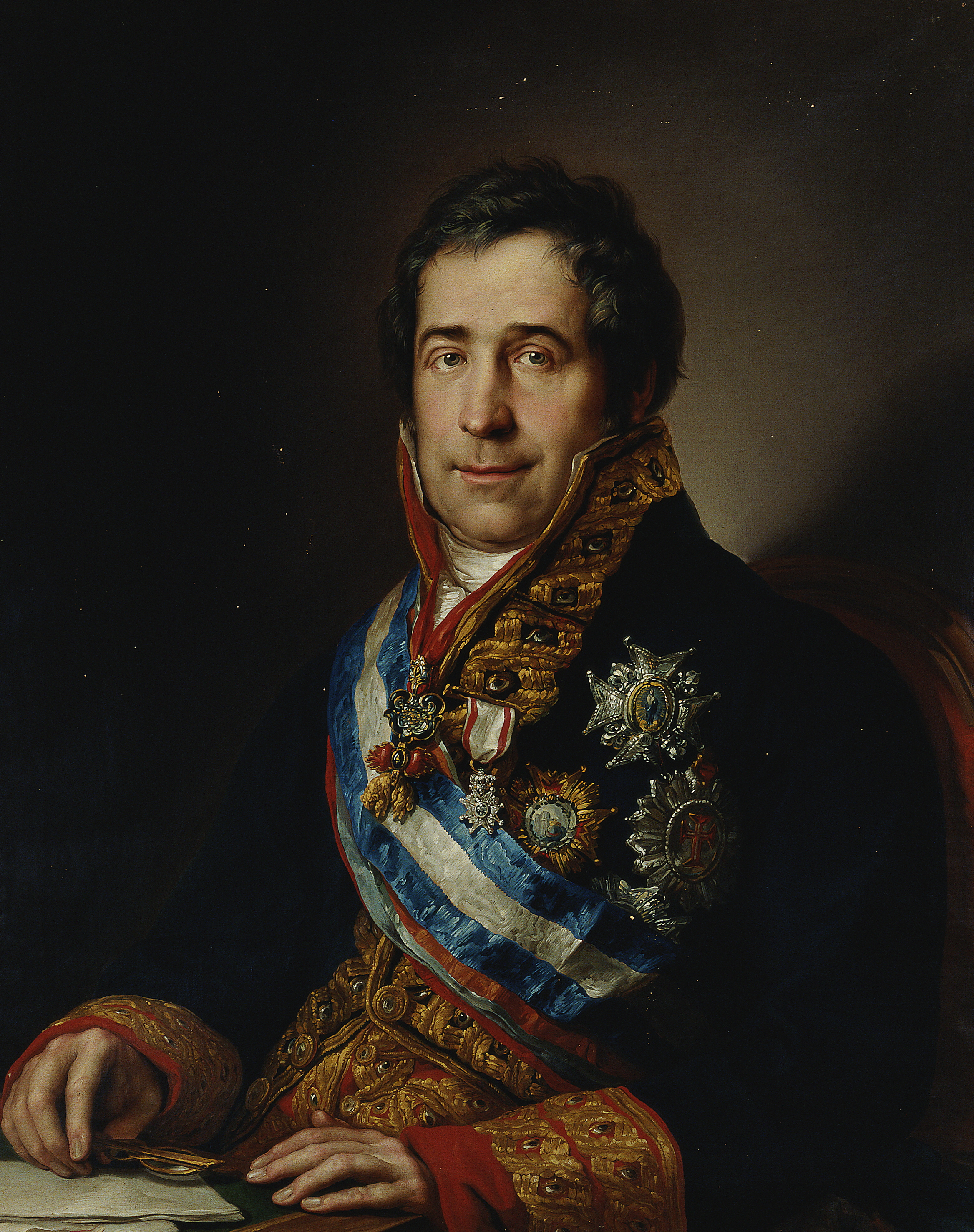
Francisco Tadeo Calomarde

Francisco Tadeo Calomarde de Retascón y Arriá (* 10. Februar 1773 in Villel, Aragonien; † 19. Juni 1842 in Toulouse) war ein spanischer Staatsmann (Justizminister 1824–1833) und Herzog von Santa Isabel (Königreich beider Sizilien).

## Leben
Calomarde, der aus einem armen Elternhaus stammte, studierte an der Universität Saragossa die Rechtswissenschaften, wurde Advokat und erlangte durch die wohlberechnete Verlobung mit der hässlichen Nichte des königlichen Leibarztes Berga eine Anstellung im Justizministerium, musste dann aber zur Schließung der Ehe vom König durch Androhung der Galeerenstrafe gezwungen werden. Vor der französischen Gewaltherrschaft fliehend, folgte Calomarde 1808 der Zentraljunta von Aranjuez, zu deren Chef er gewählt war, nach Sevilla und anschließend nach Cádiz. Als Ferdinand VII. 1814 nach Spanien zurückkehrte, huldigte Calomarde in Valencia als einer der Ersten dem unumschränkten König, wofür er zum obersten Beamten der Secretaria general de Indias ernannt wurde. Wegen der Annahme einer beträchtlichen Geldsumme für die Vergabe eines amerikanischen Bistums wurde er 1816 abgesetzt und nach Toledo sowie nach heimlicher Rückkehr nach Madrid nach Pamplona verbannt.
Bei der Wiederherstellung der Konstitution 1820 bot Calomarde sich erneut den Liberalen an, wurde aber zurückgewiesen. Er gewann erst Einfluss, als 1823 durch die französische Invasion das absolutistische Königtum in Spanien wiederaufgerichtet worden war. Der Herzog von El Infantado ernannte ihn zum Sekretär der in Madrid niedergesetzten Regentschaft. Er wurde sodann als Unterstützer der Reaktion zum Sekretär der Cámara del real patronato bestellt und im Juni 1824 vom König zum Justizminister befördert. Acht Jahre lang gingen nun die wichtigsten Staatsgeschäfte durch seine Hände. Die Gunst des Königs verlieh ihm eine große Machtfülle, die er zur Aufrechterhaltung des Absolutismus, zur Unterdrückung von Freiheitsbestrebungen, besonders durch die geheime Polizei, zur Zurückberufung der Jesuiten, zur Wiederherstellung der Klöster und zur schonungslosen Verfolgung der Liberalen benutzte. Zugleich suchte er sich der Gunst des jüngeren Bruders Ferdinands VII., des Infanten Don Carlos, im Voraus zu versichern, während er jeden misslungenen karlistischen Aufstand streng bestrafte.
Ferdinand VII. bestätigte am 29. März 1830 in einem Dekret die 1789 von seinem Vater Karl IV. von Spanien beschlossene, aber nicht zu formeller Rechtsgültigkeit gelangte Aufhebung des nur männliche Thronfolger zulassenden Salischen Gesetzes. Seine minderjährige Tochter Isabella sollte ihm im Fall seines Ablebens unter der Regentschaft ihrer Mutter, der Königin Maria Christina, auf den Thron folgen. Don Carlos sah sich so um sein Sukzessionsrecht gebracht und akzeptierte die Entscheidung nicht. Als nun der König am 14. September 1832 in seinem Sommerpalast La Granja so gefährlich erkrankte, dass er nach Ansicht seiner Ärzte bereits im Sterben lag, warnte Calomarde die Königin, dass im Fall von Isabellas Thronbesteigung ein Bürgerkrieg drohe. Die erschreckte Königin bat ihren Gemahl, sobald er sich etwas erholt hatte, um die Zurücknahme seines Dekrets und die Wiederherstellung des Salischen Gesetzes. Ferdinand VII. signierte am 18. September den zuvor von Calomarde verlesenen diesbezüglichen Erlass in Gegenwart seiner Gattin und der Regierung. Doch der König genas wieder und wurde zu einer abermaligen Sinnesänderung bewogen. Er entließ seine Regierung, ernannte eine neue, deren Vorsitz Francisco Cea Bermúdez innehatte und annullierte am 31. Dezember 1832 sein Dekret vom 18. September. Calomarde wurde auf seine Güter in Aragonien verwiesen und sollte drei Monate später sogar verhaftet werden, entkam aber als Franziskaner verkleidet nach Frankreich. Seitdem lebte er meist in Orléans unter Aufsicht der französischen Polizei und starb 1842 in Toulouse.